# Обливский краеведческий музей
Обливский краеведческий музей — музей в станице Обливская.

## История музея
Обливский краеведческий музей был создан в 1994 году. Его открытие приурочили к 250-летнему юбилею станицы. Предшественником краеведческого музея был школьный музей в ОСОШ № 2, который на протяжении многих лет создавала заслуженный учитель школы РСФСР Вера Филеевна Авсецина. В 1994 году некоторые экспонаты школьного музея были переданы в дар краеведческому музею.
В музее можно познакомиться с историей станицы Обливской и Обливского района, увидеть старинные предметы быта и фотографии, картины местных художников, изделия декоративно-прикладного искусства, гербарии, чучела животных и птиц и множество других предметов, собранных энтузиастами и переданных музею. Фонд музея насчитывает около 2000 экспонатов. Ежегодно жители Обливского района пополняют фонд музея, принося в дар предметы старинного казачьего быта, фотографии, книги, газеты, журналы. Сотрудниками музея проводятся экскурсии, лекции об истории края, выставки и фотовыставки, посвященные Обливскому району.

## Адрес
Музей находится по адресу: Ростовская область, Обливский район, станица Обливская, ул. Ленина, д. 21б. Расположен в старинном доме купца Дементьева.